# 光之4战士 -最终幻想外传-
《光之4战士：最终幻想外传》是一款由史克威尔艾尼克斯开发于的任天堂DS平台角色扮演游戏。游戏为最终幻想系列的外传作品，最初于2009年10月29日在日本发售。